# Victoria Paschold
Victoria Paschold (* 2. November 1990 in Halle (Saale)) ist ein ehemaliges deutsches Model.

## Leben
Paschold wuchs in Halle an der Saale auf und studierte Sport und Geografie an der Martin-Luther-Universität Halle-Wittenberg. Sie betrieb aktiv Jazz Dance und Ballett. Sie wohnte zeitweise in Leipzig.
Im Jazz Dance wurde sie Europa- und Weltmeisterin.
Im Jahr 2012 wurde sie zur Miss Sachsen-Anhalt und zum Top Model Germany 2012 gewählt. In einer erstmals am 27. April 2013 ausgestrahlten Folge der VOX-Dokusoap Auf und davon – Mein Auslandstagebuch wurde  Paschold mit der Kamera auf ihrer Reise nach Ägypten zur Wahl der Top Model Germany 2012 begleitet. Die Titel Miss Sachsen-Anhalt und Top Model Germany 2012 wurden ihr jedoch wieder aberkannt, nachdem Aktfotos aus einer im Internet einsehbaren Model-Kartei in weiteren Medien veröffentlicht worden waren. Im November 2013 war sie das Playmate des Monats in der deutschen Playboy-Ausgabe. Im November 2013 nahm sie am TV total Turmspringen teil und belegte dort zusammen mit Miss Juni den letzten Platz in der Vorrunde des Synchronspringens. Im Juni 2016 spielte sie in der Web-Show Playboy Abroad, wo sie und ihre Schwester Elisabeth von Ana Dias fotografiert wurden.
Im Frühjahr 2016 lernte sie den Schweizer Rennfahrer Nico Müller kennen, mit dem sie seit Herbst 2016 liiert ist. Sie lebt mit ihm in Blumenstein BE. Im August 2020 wurde ihr gemeinsamer Sohn geboren. Inzwischen arbeitet Paschold nicht mehr als Model und ist in einer Boutique tätig.